# أولاد ازباير (أولاد زباير)
أولاد ازباير هي إحدى مشيخات المملكة المغربية، تتبع جغرافيا لإقليم تازة وإداريًا لأولاد زباير. يقدر عدد سكانها بـ 6229 نسمة حسب الإحصاء الرسمي للسكان والسكنى لسنة 2004.